# La Reforma, Tenampa
La Reforma är en ort i Mexiko.   Den ligger i kommunen Tenampa och delstaten Veracruz, i den sydöstra delen av landet, 230 km öster om huvudstaden Mexico City. La Reforma ligger 1 186 meter över havet och antalet invånare är 161.
Terrängen runt La Reforma är huvudsakligen kuperad, men åt sydväst är den platt. Runt La Reforma är det ganska tätbefolkat, med 248 invånare per kvadratkilometer. Närmaste större samhälle är Huatusco de Chicuellar, 10,6 km sydväst om La Reforma. I omgivningarna runt La Reforma växer i huvudsak städsegrön lövskog.